# Peter Englund
Pour les articles homonymes, voir Englund.

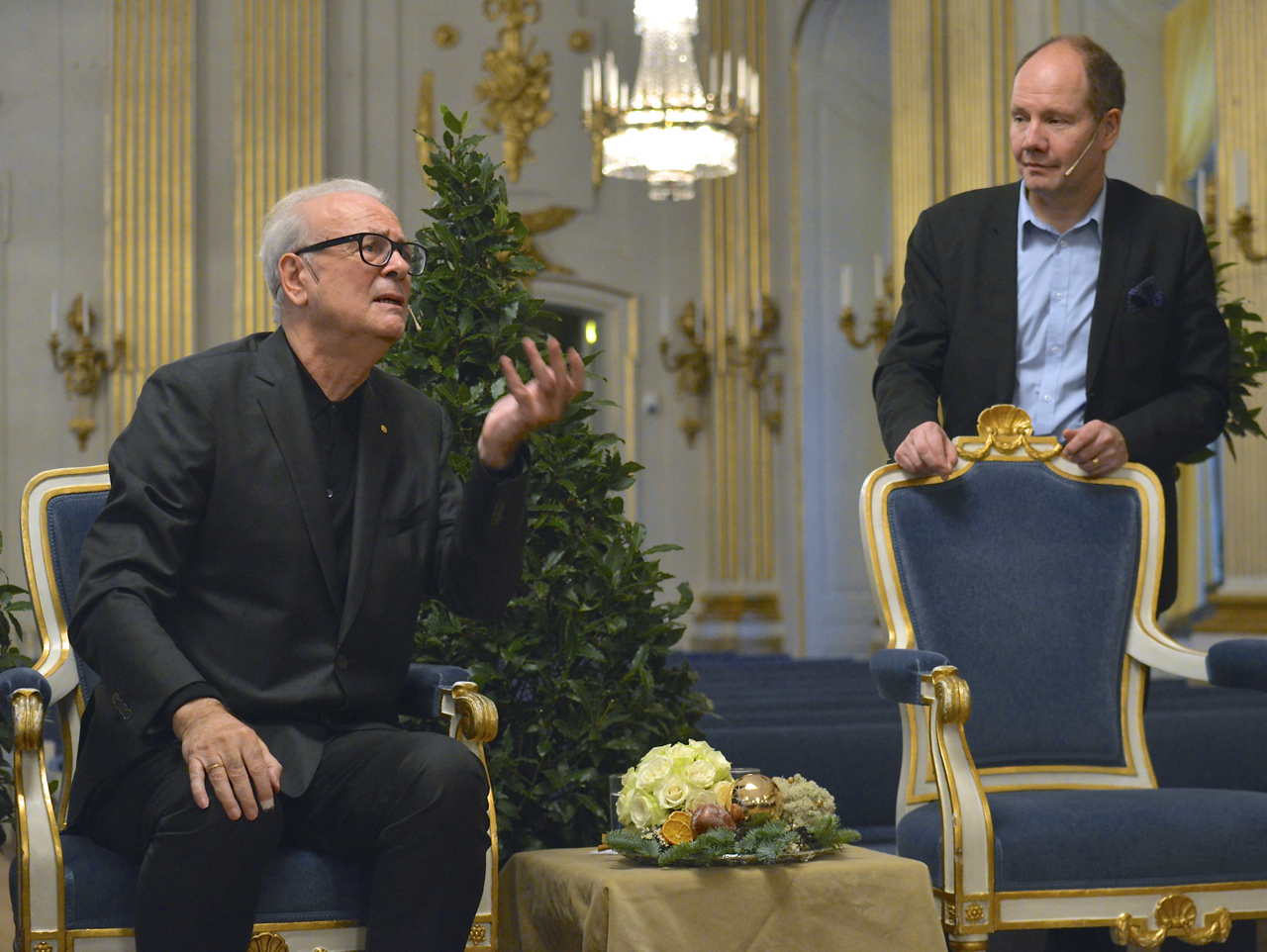
Patrick Modiano et Peter Englund, en 2014.

Peter Englund, né le 4 avril 1957 à Boden, est un auteur et un historien suédois, membre de l'Académie suédoise.

## Biographie
Peter Englund naît à Boden dans une famille de militaires. Après ses études secondaires, il est appelé à faire son service militaire durant quinze mois dans l'armée suédoise au régiment de Norrbotten. Pendant sa jeunesse, il milite activement en faveur du Front national de libération du Sud Viêt Nam (Viêt Cong).
Englund poursuit ensuite des études d'archéologie, d'histoire et de philosophie à l'université d'Uppsala. En 1989, il soutient une thèse de doctorat intitulée Det hotade huset (La Maison en péril), portant sur la noblesse et les conceptions du rapport social dans le XVIIe siècle suédois. Pendant ses années de recherches, l'auteur travaille pour le Service militaire suédois des renseignements. Il publie par ailleurs Poltava. Chronique d'un désastre, tableau détaillé de la Bataille de Poltava qui a vu les troupes du roi de Suède Charles XII défaites par l'armée russe conduite par le tsar Pierre Ier en 1709. Le livre obtient un certain succès.
Englund obtient le prix August en 1993 et le prix Selma Lagerlöf en 2002, année où il est élu à l'Académie suédoise.
Il écrit principalement des ouvrages historiques qui retracent chronologiquement les grandes étapes de l'histoire de son pays, notamment au moment où la Suède s'affirme comme grande puissance européenne. Son style, simple et concis, est accessible à un large public et très axé sur la narration d'anecdotes. Il y présente des détails amusants, généralement négligés des ouvrages spécialisés. Ses écrits ont en conséquence connu un large succès en Suède et à l'international. Ils ont été traduits dans plusieurs langues dont l'anglais, l'allemand, le français et le tchèque.
De 2009 à 2014 , il occupe le poste de secrétaire perpétuel de l'Académie. Il est remplacé à cette fonction en 2015 par l'historienne de la littérature Sara Danius.
Le 6 avril 2018, il démissionne de l'Académie suédoise pour protester contre le scandale sexuel et de favoritisme qui entache l'institution et auquel cette dernière peine à faire face de façon satisfaisante. En particulier, la veille un vote a échoué qui visait à exclure des membres de l'Académie la poétesse Katarina Frostenson, épouse du Français Jean-Claude Arnault accusé d'agressions sexuelles, tentatives de viol et viol et qui se targue de pouvoir influencer l'Académie dans le choix des lauréats.

## Œuvres
- Poltava (Poltava. Chronique d'un désastre) (1988)
- Det hotade huset (La Maison en péril) (1989)
- Förflutenhetens landskap (Des Paysages d'une époque révolue) (1991)
- Ofredsår (Temps de guerre) (1993) [sur la Suède durant la guerre de Trente Ans ], écrit avec Erik Dahlberg
- Brev från nollpunkten (Lettres du point zéro) (1996), collection Essais sur l'Histoire moderne
- Den oövervinnerlige (L'Invincible) (2000) [sur l'époque où la Suède comptait parmi les grandes puissances européennes], suite d' Ofredsår
- Tystnadens historia (L'Histoire silencieuse) (2004), collection Essais historiques
- Silvermasken (Le Masque d'argent) (2006) : courte biographie de la reine Christine

## Distinctions
- Médaille de Sa Majesté le Roi